# Riccardo Perego
Riccardo Perego (Desio, 14 luglio 1981) è un ex cestista italiano.

## Carriera
Ala-Pivot di 202 cm, è cresciuto nelle giovanili di Desio per poi passare a soli 16 anni nell'Agricola Gloria Montecatini, dove ha esordito in serie A nel 2000 il 1º dicembre contro la Virtus Bologna.
Nel 2002 viene ingaggiato da Messina, in Legadue per poi trascorrere un anno a Caserta e uno nella Virtus 1934 Bologna in Serie B d'Eccellenza. Per la stagione 2004-05 si trasferisce a Soresina dove rimane per due stagioni fino alla conquista della promozione in Legadue.
Nell'estate 2006 passa nell'Unione Cestistica Casalpusterlengo nel girone A della Serie A Dilettanti, dove in tre anni conquista ben due Coppe Italia di categoria vincendo, nella seconda, il premio di miglior giocatore. Nell'Agosto del 2009 è stato acquistato dal Gira Ozzano, nella stessa categoria. Dopo un anno al vertice concluso alle semifinali play-off viaggiando con oltre 12 punti di media a partita, Perego per la stagione 2010-11 firma per Piacenza.
Nel luglio 2012, dopo la rinuncia di Piacenza alla Legadue, approda alla Blu Basket Treviglio.
Oggi gioca presso la Pallacanestro Fulgor Fidenza 2014, squadra militante nel campionato di C Silver.

## Palmarès

### Club

#### Competizioni nazionali
- Coppa Italia LNP: 2

U.C.C. Casalpusterlengo: 2008-2009, 2006-2007
- Coppa Italia LNP di Serie B: 1

Team Basket Montichiari: 2014-2015

#### Individuale
- MVP (Serie B) Coppa Italia Lega Nazionale Pallacanestro: 1

Team Basket Montichiari: 2015